# Kaduqli
Kaduqli (anche chiamata Kadugli in arabo كادوقلي‎?) è la capitale dello stato sudanese del Kordofan Meridionale, dista 240 km dalla città principale della regione del Darfur che è Al-Ubayyid ed è situata al limite settentrionale della pianura in cui scorre il Nilo Bianco.
All'inizio del XIX secolo la città era un centro di reclutamento di schiavi destinati a servire l'esercito egiziano. Le attività economiche principali della città sono la vendita di gomma arabica, di bestiame, fabbriche di sapone e di stoffe e la produzione di pelli. La città è anche il quartier generale del Settore IV della Missione delle Nazioni Unite in Sudan (UNMIS, United Nations Mission In Sudan), il quale ospita il contingente di soldati Egiziani e il Contingente Indiano di Aviazione, che ha il compito di pilotare gli elicotteri MI.17.